# Municipio de Berwick (Pensilvania)
El municipio de Berwick (en inglés: Berwick Township) es un municipio ubicado en el condado de Adams en el estado estadounidense de Pensilvania. En el año 2000 tenía una población de 1818 habitantes y una densidad poblacional de 91 personas por km².

## Geografía
El municipio de Berwick se encuentra ubicado en las coordenadas 39°53′00″N 76°58′59″O / 39.88333, -76.98306.

## Demografía
Según la Oficina del Censo en 2000 los ingresos medios por hogar en la localidad eran de $46 164 y los ingresos medios por familia eran $50 060. Los hombres tenían unos ingresos medios de $36 154 frente a los $23 958 para las mujeres. La renta per cápita para la localidad era de $22 573. Alrededor del 4,7% de la población estaban por debajo del umbral de pobreza.